# Коацано (Милано)
Коацано је насеље у Италији у округу Милано, региону Ломбардија.
Према процени из 2011. у насељу је живело 321 становника. Насеље се налази на надморској висини од 101 м.